# دندتز د برتول
دندتز د برتول (به لاتین: Dents de Bertol) یک کوه در سوئیس است که در کانتون وله واقع شده‌است. دندتز د برتول ۳٬۵۴۷ متر بالاتر از سطح دریا واقع شده‌است.